# Comando Tiburón
Comando Tiburón fue un cuarteto panameño de reguetón, formado en el año 1995, el cual se separó en el año 2015. Sus integrantes fueron Édgar Pozo (DJ Flecha) , Iván Broce (Phantom), Rolo de León y Ariel de la Espada (Magnético).

## Historia
El Comando Tiburón nace en el año 1995 con la idea de identificar a un grupo de DJs de radio, Dj Flecha, Rolo y Dj Magnético, bajo un mismo grupo. Este grupo de DJs se dedicaba a llevarles la música a los oyentes en la Ciudad de Panamá en una estación de radio llamada Super Q en un programa radial llamado “El Show del Comando Tiburón”. Posteriormente, Rolo tiene la idea de volver a concebir la agrupación, escribiendo sus propias canciones para darle un cambio al enfoque de la misma, de modo que pudieran darle variedad a la música que ellos solían poner en eventos y emisoras, dándole la opción al público de ver un show con videos de diversos artistas y además disfrutar de la presentación del grupo. Más tarde se une al grupo Phantom, quien inicialmente realizaba colaboraciones con el grupo antes de volverse un miembro permanente.
Se separaron en 2015 y sólo lo integraban los fundadores Rolo de León y Magnético. De León falleció el miércoles 7 de febrero de 2024 a causa de un cáncer de páncreas detectado a finales de 2023

## Galardones
Han sido galardonados en “Premios Mas 23” con canción del año. Galardonados por “Premios a la música de Panamá” nuevamente canción del año y mejor show del año.  La estación de radio Vox Evolución de Costa Rica los galardona como artista o grupo revelación del año.

## Filantropía
En el 2010 la agrupación se convirtió en padrinos de la fundación FANLYC en Panamá (Fundación Amigos Del Niño Con Leucemia y Cáncer). Participaron de la fundación “Casa Esperanza” es una organización sin fines de lucro con la misión de ofrecer oportunidades de desarrollo a los niños y adolescentes que viven en condiciones de pobreza, además, han participado tres años consecutivos del evento “Unidos Por La Paz”.

## Canciones
- Te Pillé
- No Quiero Ni Verla
- PH Jingle Theme - No vas a Poder (ft. Phantom)
- (2007) No Llores Más
- Vete
- (2007) Falso Llanto
- Quemona vete

- (2008) Aquí Extrañándote[1]
- (1999) Anda y Deja ese Tipo
- (2007) Si Me Falta Tu Amor
- Desorden
- (1998) La Gente Quiere Guaro
- (1997) No Podrás Olvidarme
- (1996) No Voy a Llorar
- (2008) Impacto (ft. Daddy Yankee)
- (2008) Falso Llanto (Remix) (ft. Eddie Dee)
- (2009) Jingle del PH 2009 “Pub Herrerano”
- (2009) pa que seas seria (ft. EL kid)
- (2009) pa que seas seria remix (ft. EL kid & Banda Centenario)
- (2009)PORQUE no te vas (ft. Flex (cantante) & Mr. Saik)
- (2009) Nada SOY sin ti
- (2010) Mi ex (ft. Joey Montana)
- (2010) Ella no está por mi (Blackberry Adicta)
- (2010) Jingle del PH 2010 “Pub Herrerano”
- (2010) Lo más bonito
- (2010) La goleadora
- (2010) Vamos pa’ la calle
- (2011) Pasado Pisado
- (2011) Lo Haré
- (2012) Me duele el alma
- (2012) Disco y playa
- (2015) Ella Te Quema
- (2015) Viaje a las estrellas
- (2016) Sola
- (2017) Prohibido Llorar
- (2019) Que Se Vaya